# Порри Гаттер
«По́рри Га́ттер» — цикл литературных пародий писателей Андрея Жвалевского и Игоря Мытько на серию романов «Гарри Поттер» английской писательницы Джоан К. Роулинг, а также имя главного героя этой серии. Серия включает четыре книги, первоначально изданные по отдельности, затем — объединённые в одну большую книгу «Порри Гаттер. Всё!», включающую также дополнительные материалы.
Два первых тома книги вышли тиражом более 100 тысяч экземпляров.

## Книги

### Порри Гаттер и Каменный Философ (2002 год)
Из всей серии пародией на «Гарри Поттера» можно считать только эту книгу, поскольку только в ней сохраняется определённое сюжетное соответствие пародируемым книгам.
Пародия построена на методе «переворачивания» сюжета оригинального произведения: почти каждая вещь, описываемая в оригинале, вывернута наизнанку. Если Гарри Поттер родился магом и живёт у третирующих его родственников-маглов, то Порри Гаттер по рождению — мудл (аналог маглов), или, если пользоваться терминологией мира Гарри Поттера — сквиб, то есть ребёнок волшебников, от рождения не обладающий волшебными силами. Он живёт с любящими его родителями и сестрой, и вся его семья — потомственные волшебники, богатые и благополучные; отец Порри занимает значительный пост и считается одним из вероятных кандидатов на должность премьера магической Британии. Если Гермиона Грейнджер — тихая и умная девочка, то Мергиона Пейджер — отъявленная хулиганка (причём потомственная — её мать до сих пор с содроганием вспоминают преподаватели), если лесничий Хагрид обожает всех монстров, то Харлей, профессор местной зоологии, до ужаса боится даже кошек. Сен Аесли (аналог Рона Уизли, сына мелкого министерского служащего, ребёнка из бедной многодетной семьи волшебников) — сын обеспеченного высокопоставленного чиновника, эрудит, логик, явный кандидат на высшие государственные посты. Кряко Малхой, Грэбб и Койл (аналог «антипоттеровской» троицы: Драко Малфоя, Крэбба и Гойла) — фанаты Порри Гаттера, проявляющие к нему буквально религиозное почтение.
Доведена до абсурда идея Гермионы Грейнджер об освобождении домовых путём провоцирования хозяина на бросание предмета одежды: домовые в мире Порри Гаттера, взяв эту идею на вооружение, поголовно освободились и превратились в сборище бездельников, занимающихся в жизни только воровством и драками.
Не упустили авторы и шанса придумать свои, новые заклинания, например заклинание Чубабайс отключает электричество в радиусе нескольких километров. Большинство заклинаний формируются из русских или легко узнаваемых иностранных слов, к которым нередко приделаны псевдолатинские окончания: «аэробус-надуватус» (заклинание полёта), «стой-кто-идётус» (останавливающее и разрушающее любое магическое существо), «чурики-я-в-домике» (охранное заклинание).
Сюжет первых частей повторяет в искажённом виде книгу «Гарри Поттер и философский камень». В силу редкого расположения звёзд и сошедшего с орбиты спутника Порри родился мудлом — он не обладал магическими способностями. Но вскоре после его рождения семья пережила нападение Мордевольта (он же — ВВ, или «Враг Волшебников», аналог Волан-де-морта) — ужаса мира волшебников, создавшего Трубу, способную отбирать (в пользу применившего Трубу) магию у волшебников и лишившего таким способом магии уже 665 магов. Но выстрел из Трубы в Порри, не имеющего магии, оказался для Мордевольта роковым: Труба отобрала магию у Мордевольта и передала её Порри, который в результате стал магом (как выясняется позже, бо́льшая часть магии перепала подвернувшемуся под ноги героям коту Кисеру), а злодей исчез в неизвестном направлении. Порри, как «победитель Мордевольта», становится знаменитостью магической Британии.
Как обнаруживается позже, Порри получил от Мордевольта не только магию, но и страсть к технике и электронике. Выросший Порри мастерит электронные устройства, сидит в Интернете и мечтает поступить в техникум связи, но вместо этого родители отправляют его в школу волшебства Первертс (аналог Хогвартса, название очевидно происходит от англ. pervert — извращенец; но возможно также и происхождение от слова «первый», ведь Первертс был первой школой волшебства в магической Британии, описанной авторами). Надеясь быть отчисленным, Порри устраивает одну шалость за другой, вовлекая в них своих новых друзей — Мергиону и Сена. Но вскоре в школе начинаются события, заставляющие заподозрить козни Мордевольта или его сообщников. Друзья впутываются в происходящее и, в конечном итоге, именно их действия приводят к разрешению ситуации, правда, совершенно неожиданным образом.
Сходство пародии с оригиналом сначала просматривается достаточно отчётливо. В начальной части авторы иногда посмеиваются над несходством имён в русских переводах «Гарри Поттера» — упоминая имя того или иного персонажа, в примечании приводят несколько вариантов, например: «Профессор Югорус Лужж (примечание: „в других переводах — Востокус Сырр или даже Западус Сушш“)». Выдерживается соответствие сюжетных линий. В главу «Народ против Порри Гаттера» вкралась даже ненамеренная описка — авторы устами одного из персонажей называют своего героя «мистер Поттер». Но примерно после четверти книги сюжет начинает значительно отклоняться от оригинала (как заметил один из комментаторов, «авторы быстро поняли, что писать просто пародию — скучно»). Замок Первертс терпит катастрофу — рушатся башни трёх факультетов, зато появляется давно пропавшая башня четвёртого. Директор школы Бубльгум (аналог Дамблдора) оказывается главным злодеем, строившим свои козни от имени Мордевольта, который, в действительности, давно отошёл от дел и разводит в Австралии электрических овец; Мергиона Пейджер, лишившись магии, учится боевым искусствам у черепашек-ниндзя, Тринити и других мастеров.

### Личное дело Мергионы
Полное название — «Личное дело Мергионы или четыре Чёртовы дюжины». Сюжет книги начинается 1 января 2003 года — на следующий день после последних событий предыдущей книги. Мергиона Пейджер пытается освободить своего отца Брэда Пейджера, обезмаженного в своё время Мордевольтом, из магической психлечебницы-тюрьмы Безмозглона, но оказывается, что Брэд уже сам сбежал из тюрьмы и скрывается неизвестно где. Из оставшихся улик делается вывод, что Брэд отправился искать самый таинственный и хорошо охраняемый магический артефакт Две Чаши, который, теоретически, может вернуть ему магию. Мергиона отправляется на поиски отца (фактически — на поиски Двух Чаш). Первоначально она собирается действовать одна, без друзей и помощников (что и отражено в названии книги), но в результате вовлекает в глобальный конфликт всё магическое сообщество, включая богов всех существующих пантеонов, магические службы безопасности и армии.
По ходу дела герои встречаются с Уинстоном Мордевольтом, который рассказывает подлинную историю своей «преступной карьеры»: оказывается, он лишь хотел показать непрочность магического дара и необходимость использования магами достижений технического прогресса, а затем вернуть обезмаженным их магию, но первый обезмаженный — профессор Бубльгум, — чтобы скрыть от всех утрату магических способностей, объявил его преступником, а премьер-министр Тетраль Квадрит организовал широкомасштабную «охоту на Мордевольта», сделав её средством повышения своего рейтинга.
«Личное Дело Мергионы» уже нельзя считать пародией на какую-либо книгу или всю серию книг о Гарри Поттере. Это оригинальное произведение с совершенно самостоятельным сюжетом и героями, не имеющими аналогов в книгах Роулинг.

### Девять подвигов Сена Аесли
Выходившие в два этапа книги составляют единое произведение, «Девять подвигов Сена Аесли» (первый том содержал подвиги 1-4, второй — подвиги 5-9). По словам авторов, одним из мотивов написания третьей книги было такое соображение: про приключения трёх друзей логично писать либо одну книгу, либо три, но никак не две. Название книги связано с тем, что по ходу сюжета Сен Аесли совершает «подвиги» — оригинальные, рискованные, сумасбродные, неожиданные деяния, приводящие к различным, но в итоге положительным результатам.
В книге описаны дальнейшие приключения неразлучной троицы. Из-за серии случайностей, как оказывается позднее — частично подстроенных, во время празднования Вальпургиевой ночи в реальный мир проникает несколько «хочуг» — магических сущностей, возникающих из сильных нереализованных желаний или незаконченных, не доведённых до результата заклинаний. Обычно хочуги обитают в другом мире, но если хочуга попадает в реальный мир, она немедленно нападает на ближайшего человека (или другой объект, потенциально способный действовать), и пострадавший становится одержим идеей или особенностью поведения, заключёнными в хочуге. Хочуга решительности нападает на Сена Аесли и приводит к появлению в его характере решительности и безрассудности, из-за чего он становится способен на импульсивные действия, продиктованные чувствами и не имеющие логического обоснования. Именно эти благоприобретённые качества оказываются весьма кстати в дальнейших событиях. Описаны новые козни Бубльгума, свадьба Мордевольта со Сьюзан МакКанарейкл и многое другое. В целом сюжет вращается вокруг вопроса о том, что делать дальше магам, потерявшим из-за применения Трубы Мордевольта свои магические способности, и существует ли средство, позволяющее эти способности вернуть. Пережив целый ряд приключений, герои, в конце концов, находят ответ на оба вопроса, хотя решение оказывается совсем не таким, на которое они первоначально рассчитывали.

## Стиль
Хотя книги серии основаны на заимствованиях из произведений Роулинг, в них есть оригинальный элемент, приближающий их более к пародии, чем к плагиату. Авторы используют приёмы языковой игры не только в тексте романа, но и в аннотации и примечаниях.